# Миронов, Александр Семёнович
Александр Семёнович Миронов (11 сентября 1916, Москва — 7 октября 1987, Москва) — советский инженер, учёный, специалист в области радиолокации. Доктор технических наук (1972).
В 1931—1935 гг. работал учеником токаря и токарем на заводе № 67 НКВ. Окончил МВТУ по специальности инженер (1941). В 1941—1946 в Йошкар-Оле, работал на заводе № 297 НКВ.
В 1946—1981 в НИИ-10: инженер, старший инженер, ведущий инженер, начальник лаборатории, начальник отдела, начальник отделения, ведущий научный сотрудник — консультант.
Зам. главного конструктора системы автосопровождения и обработки данных корабельных РЛС — МР-310, «Фут».
Кандидат (1950), доктор (1972) технических наук. Старший научный сотрудник (1953).

### Награды
- Лауреат Ленинской премии 1967 года
- Почётный радист (1966)
- Орден Ленина